# Oktober 1996
Portal Geschichte | Portal Biografien | Aktuelle Ereignisse | Jahreskalender | Tagesartikel

◄ |
19. Jahrhundert |
20. Jahrhundert
| 21. Jahrhundert

◄ |
1960er |
1970er |
1980er |
1990er
| 2000er | 2010er | 2020er | ►

◄ |
1992 |
1993 |
1994 |
1995 |
1996
| 1997 | 1998 | 1999 | 2000 | ►

◄ |
Juli 1996 |
August 1996 |
September 1996 |
Oktober 1996 |
November 1996 |
Dezember 1996 |
Januar 1997 |
►
Dieser Artikel behandelt aktuelle Nachrichten und Ereignisse im Oktober 1996.

## Tagesgeschehen

### Dienstag, 1. Oktober 1996
- Bern/Schweiz: Aus Anlass eines entsprechenden Votums in einer Volksabstimmung tritt das Zivildienstgesetz in Kraft, das erstmals einen nicht-militärischen Dienst zur Förderung des Gemeinwohls bei gleichzeitiger Verweigerung des Wehrdiensts aus Gewissensgründen erlaubt.[1]
- Kuala Lumpur/Malaysia: Premierminister Mahathir bin Mohamad eröffnet den neuen Fernsehturm der Stadt, der aktuell mit 421 m Höhe der vierthöchste der Welt ist.[2]

### Mittwoch, 2. Oktober 1996

Löschung des Großkonzerns AEG

- Frankfurt am Main/Deutschland: Die Daimler-Benz AG lässt ihr Tochterunternehmen AEG AG aus dem Handelsregister löschen. Daimler erwarb die Aktienmehrheit an dem Mischkonzern mit Schwerpunkt auf Elektronik vor zehn Jahren. Gegen eine Lizenzgebühr nutzt die schwedische Firma Electrolux den Markennamen „AEG“ weiter.[3][4]
- Sofia/Bulgarien: Unbekannte ermorden Andrei Lukanow von der Sozialistischen Partei (BSP), einen Kritiker des Ministerpräsidenten Schan Widenow (BSP). Lukanow war als Mitglied des Zentralkomitees der Kommunistischen Partei einer der mächtigsten Politiker der bis 1990 bestehenden Volksrepublik Bulgarien.[5]
- Stockholm/Schweden: Den so genannten „Alternativen Nobelpreis“ der Right-Livelihood-Award-Stiftung erhalten in diesem Jahr u. a. die Soldatenmütter Russlands und der griechische Homöopath Georgos Vithoulkas.[6][7]

### Donnerstag, 3. Oktober 1996

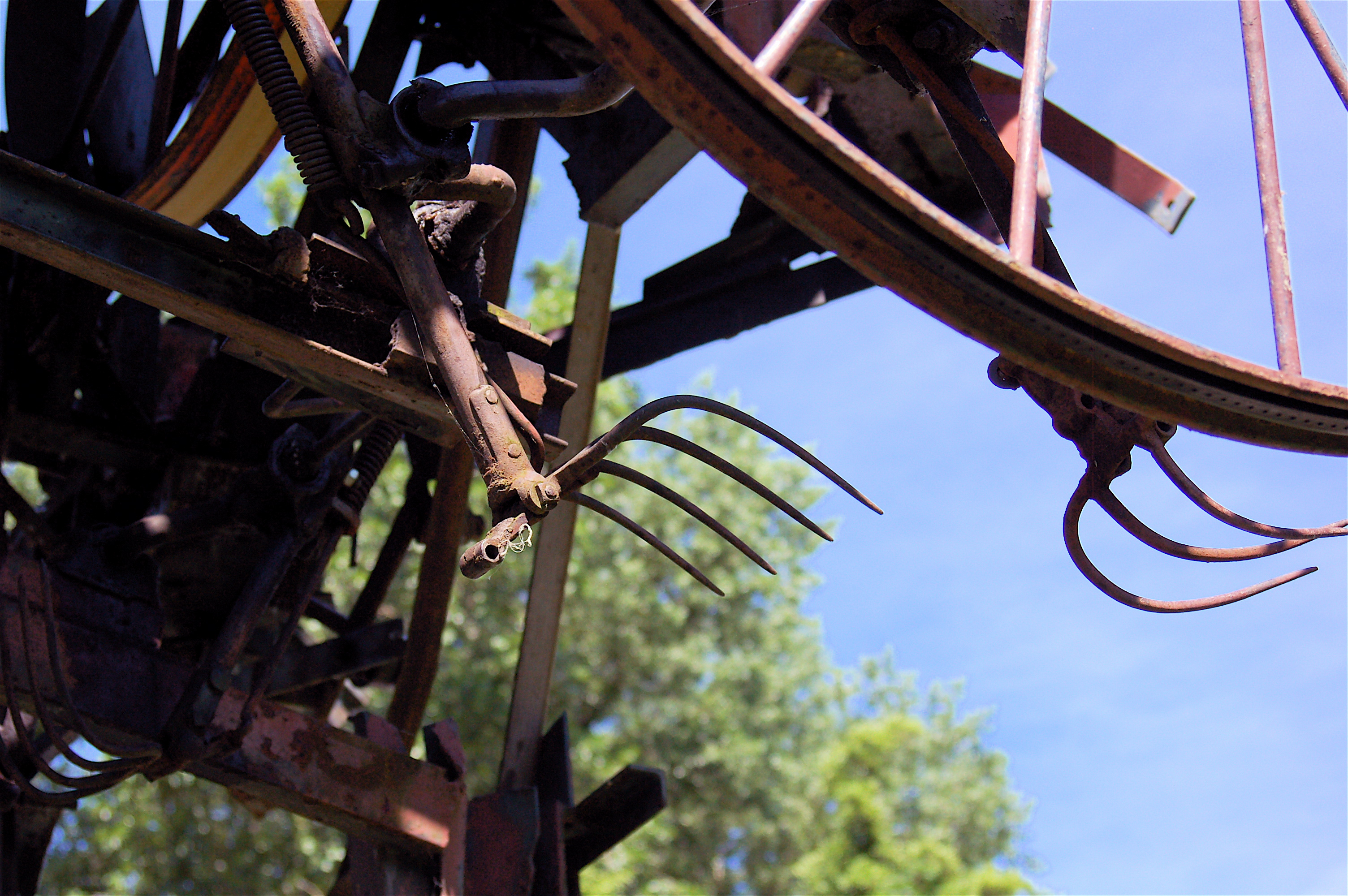
Die Tinguely-Plastik Eureka aus dem Jahr 1964 steht in Zürich

- Basel/Schweiz: Im Museum Tinguely beginnt der Publikumsverkehr. Das Haus zeigt das Werk des Künstlers Jean Tinguely, dessen bevorzugtes Sujet maschinenähnliche Eisenplastiken waren.[8]
- Stockholm/Schweden: Die polnische Dichterin Wisława Szymborska erhält in diesem Jahr den Nobelpreis für Literatur. Eines ihrer bekanntesten Werke ist die Sammlung Rufe an Yeti.[9]

### Sonntag, 6. Oktober 1996
- Frankfurt am Main/Deutschland: Der peruanische Schriftsteller Mario Vargas Llosa erhält den Friedenspreis des Deutschen Buchhandels.[10]

### Montag, 7. Oktober 1996

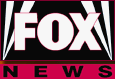
Logo des Fox News Channels

- New York/Vereinigte Staaten: Der Nachrichtensender Fox News Channel (FNC) startet die Ausstrahlung seines Programms. Der Medienunternehmer Rupert Murdoch will mit FNC, auch inhaltlich, ein Gegengewicht zum Nachrichtensender CNN schaffen, der für weite Teile der amerikanischen Öffentlichkeit als Rundfunkveranstalter mit Neigung zu den Positionen der Demokratischen Partei gilt.[11]
- Stockholm/Schweden: Den Nobelpreis für Physiologie oder Medizin werden in diesem Jahr der Australier Peter Doherty und der Schweizer Rolf Zinkernagel für ihren Beitrag zum Verständnis der immunologischen Identifizierung von Wirtszellen für Viren erhalten.[12]

### Dienstag, 8. Oktober 1996
- Stockholm/Schweden: Der Brite James Mirrlees und der in Kanada geborene Amerikaner William Vickrey werden in diesem Jahr für ihre Beiträge zur ökonomischen Theorie, mit Fokus auf die unterschiedliche Informationslage unter den Akteuren, den Alfred-Nobel-Gedächtnispreis für Wirtschaftswissenschaften erhalten.[13]

### Mittwoch, 9. Oktober 1996
- Stockholm/Schweden: Die Amerikaner Robert F. Curl und Richard E. Smalley sowie der Brite Harold Kroto werden in diesem Jahr den Nobelpreis für Chemie erhalten. Die Stiftung ehrt ihre Entdeckung der Kohlenstoff-Modifikation Fulleren. Der Nobelpreis für Physik wird in diesem Jahr an die Amerikaner David Morris Lee, Douglas Dean Osheroff und Robert Coleman Richardson für ihre Entdeckung neuer physikalischer Eigenschaften von Helium verliehen, die das Verständnis der Quantenmechanik erweitern.[14][15]

### Freitag, 11. Oktober 1996
- Oslo/Norwegen: Carlos Filipe Ximenes Belo und José Ramos-Horta, beide Angehörige der Ethnien Osttimors, werden dieses Jahr den Friedensnobelpreis erhalten. Das Komitee ehrt ihren Einsatz für eine friedliche Lösung im Konflikt zwischen Indonesien, welches 1975 das zu jener Zeit von Portugal verwaltete Gebiet besetzte, und den Bewohnern Osttimors, die mit großer Mehrheit auf Staatlicher Unabhängigkeit bestehen.[16]
- Pretoria/Südafrika: Die Verfassungsgebende Versammlung akzeptiert eine neue Verfassung für die seit 1961 souveräne Republik Südafrika, nachdem diese international bis ins Jahr 1990 zunehmend isoliert wurde, weil sie rechtlich die Bevorzugung des europiden Bevölkerungsteils anordnete. Die neue Verfassung hingegen entspricht den Grundsätzen der Demokratie.[17]

### Samstag, 12. Oktober 1996

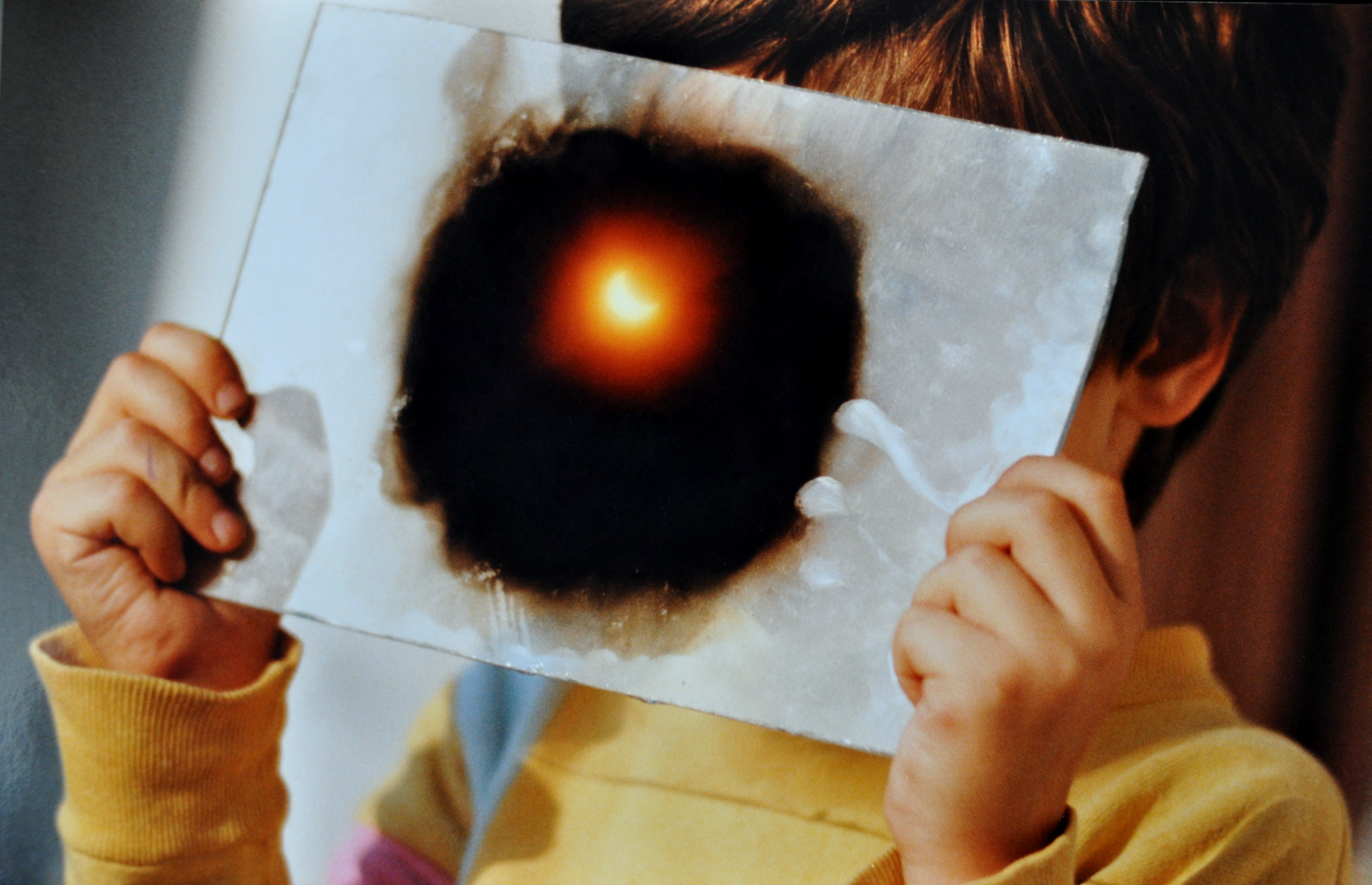
Partielle Sonnenfinsternis am 12. Oktober

- Norwegen: Bei der partiellen Sonnenfinsternis ist nahe des Nordkaps die Sonne am längsten vom Mond bedeckt. Von Norddeutschland und Nordpolen aus lässt sich – an diesem wolkenlosen Tag – eine Bedeckung von 60 % beobachten.[18]

### Sonntag, 13. Oktober 1996

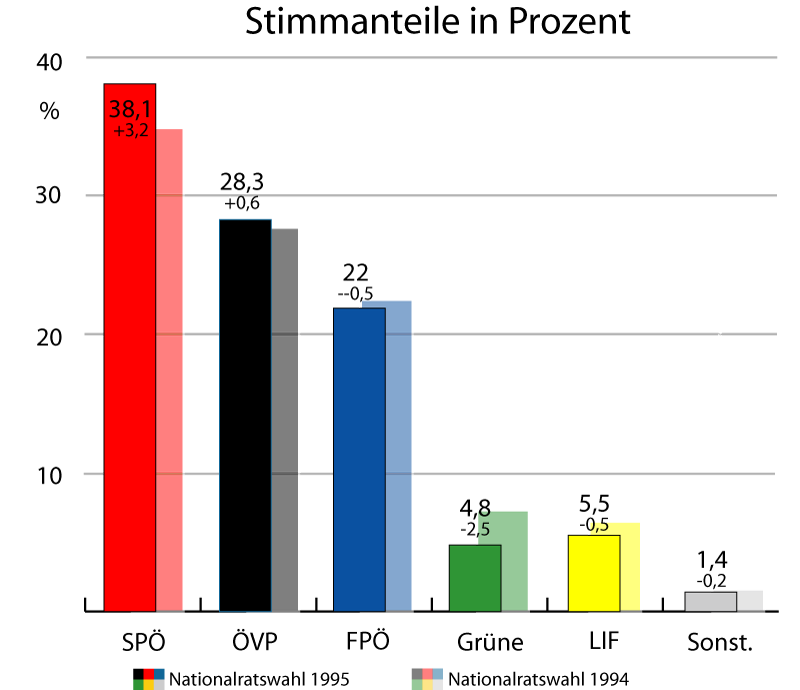
Ergebnis der Nationalratswahl

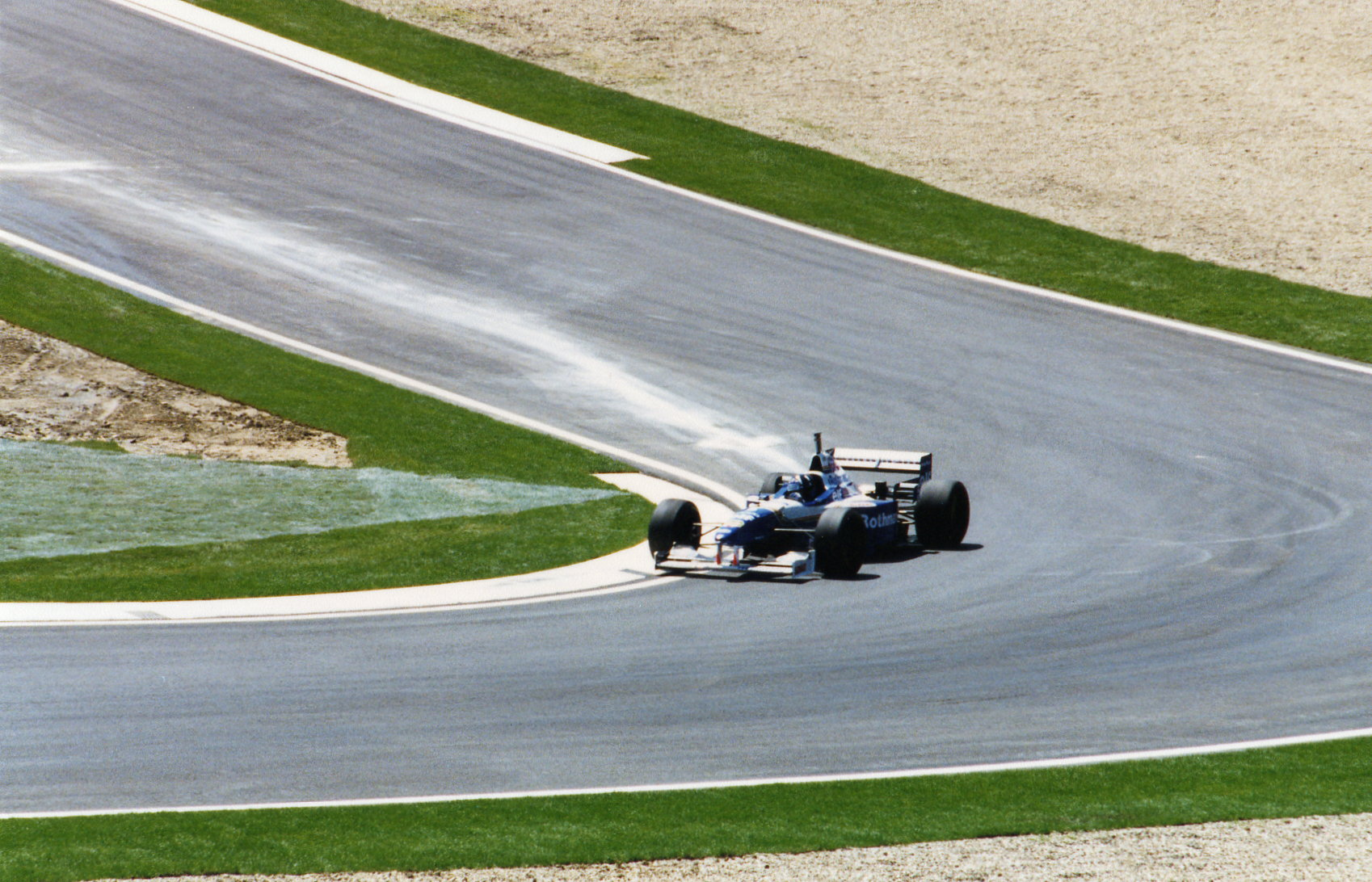
Damon Hill

- Donnerskirchen, Reutte/Österreich: Nach erfolgreicher Anfechtung Nationalratswahl in Österreich 1995 vor dem Verfassungsgerichtshof finden Nachwahlen statt. Im Ergebnis muss die ÖVP im Nationalrat ein Mandat an die FPÖ abgeben.[19][20]
- Suzuka/Japan: Im letzten Rennen der Formel-1-Saison siegt der Brite Damon Hill im Williams FW18 und wird Fahrerweltmeister 1996. Platz 2 im Klassement belegt sein kanadischer Teamkollege Jacques Villeneuve.[21]
- Wien/Österreich: Die Bürger beenden bei der Landtags- und Gemeinderatswahl die absolute Mandatsmehrheit der SPÖ. Die FPÖ behauptet Platz 2 in der Wählergunst vor der ÖVP. Auch die Grünen und das Liberale Forum ziehen in den Rat ein, der sich zum ersten Mal seit 73 Jahren aus mehr als vier Parteien zusammensetzt.[22]

### Montag, 14. Oktober 1996
- Helsinki/Finnland: Finnland tritt dem Europäischen Währungssystem bei. Die finnische Zentralbank muss in Zukunft die Wechselkurse der Währung Finnische Mark zu jeder anderen Währung des „Warenkorbs“ der Europäischen Währungseinheit bei Bedarf stabil halten.[23]
- New York/Vereinigte Staaten: Der Aktienindex Dow Jones Industrial Average legte in weniger als einem Jahr um 20 % zu und notiert mit 6.010 Indexpunkten zum ersten Mal bei einem Tageswert von mehr als 6.000 Punkten.[24]

### Dienstag, 15. Oktober 1996
- Magdeburg/Deutschland: Die SKET Schwermaschinenbau Magdeburg GmbH beantragt die Gesamtvollstreckung. Im Jahr 1989, kurz vor dem Beitritt der Deutschen Demokratischen Republik zum Geltungsbereich des Grundgesetzes der Bundesrepublik, arbeiteten circa 30.000 Menschen in dem Schwermaschinenbau-Unternemen, für dessen Erhalt nach 1990 u. a. der amtierende Bundeskanzler Helmut Kohl warb.[25]

### Sonntag, 20. Oktober 1996
- Managua/Nicaragua: Die Wahl zum Präsidenten Nicaraguas endet vorläufig ohne Ergebnis, da die Wahlkommission vor der Bekanntgabe einer Prognose Unregelmäßigkeiten und Verdachtsfälle auf Manipulation prüfen will, z. B. verschwundene Stimmzettel und auffällige Ergebnisse in einzelnen Wahlbezirken. Beobachter sehen den Wahlsieger in Arnoldo Alemán, der als neoliberal gilt.[26]

### Mittwoch, 23. Oktober 1996
- Weißrussland: Der Bau der Erdgas-Pipeline Jamal-Europa zur Durchleitung von Flüssiggas aus Russland über Weißrussland und Polen ins deutsche Mallnow beginnen. Entstehen soll die erste Erdgasleitung von Ost- nach Mitteleuropa seit Fertigstellung der Transgas-Pipeline im Jahr 1973. Der Bauherr ist die russische Aktiengesellschaft Gazprom.[27]

### Samstag, 26. Oktober 1996
- Darmstadt/Deutschland: Die Deutsche Akademie für Sprache und Dichtung verleiht den Georg-Büchner-Preis an die Deutsche Sarah Kirsch.[28]
- Kailua-Kona/Vereinigte Staaten: Der Ironman Hawaii endet mit dem achten Sieg von Paula Newby-Fraser aus den Vereinigten Staaten in der Konkurrenz der Frauen und dem ersten Sieg des Belgiers Luc Van Lierde bei den Herren.[29][30]
- Valletta/Malta: Bei der vorgezogenen Wahl zum Parlament unterliegt die Nationalistische Partei nach zehn Jahren an der Regierung der Arbeiterpartei (PL). Während die NP eine starke Bindung an die Europäische Union und das Militärbündnis NATO befürwortet, wollen die Repräsentanten der PL eine größere Eigenständigkeit der Insel im Mittelmeer verwirklichen.[31]